# Селиваново (Сергиево-Посадский район)
Селиваново — деревня в Сергиево-Посадском районе Московской области, в составе муниципального образования Сельское поселение Шеметовское (до 29 ноября 2006 года входила в состав Марьинского сельского округа).

## Население
| 2002 | 2006 | 2010 |
| ---- | ---- | ---- |
| 1    | →1   | ↗5   |

## География
Селиваново расположено примерно в 34 км (по шоссе) на северо-запад от Сергиева Посада, по правому берегу (в 700 м) реки Вели (левый приток Дубны), высота центра деревни над уровнем моря — 170 м. На 2016 год в деревне зарегистрировано 1 садовое товарищество.